# Danh sách đơn vị hành chính Bắc Kinh
Thủ đô Bắc Kinh, Trung Quốc được chia ra thành các đơn vị hành chính sau:
- 16 đơn vị cấp huyện
  - 6 khu (quận) nội thành
  - 6 khu (quận) ngoại thành
  - 4 khu (quận) nông thôn
- 334 đơn vị cấp hương
  - 1 phó khu cấp địa khu
  - 150 nhai đạo
  - 56 địa khu biện sự xứ
  - 112 trấn/ thị trấn
  - 12 hương/ xã
  - 4 hương dân tộc
  - 7 đơn vị cấp hương khác

Tất cả các đơn vị hành chính này được giải thích chi tiết trong bài phân cấp hành chính Trung Quốc. Danh sách sau chỉ liệt kê các đơn vị hành chính cấp huyện của Bắc Kinh.
| Quận, huyện        | Quận, huyện | Diện tích (km²)                             | Dân số (thống kê 2000)                                  |
| ------------------ | --- | ------------------------------------------- | ------------------------------------------------------- |
| • Quận nội thành   | Đông Thành (东城区) Tây Thành (西城区) Triều Dương (朝阳区) Hải Điến (海淀区) Phong Đài (丰台区) Thạch Cảnh Sơn (石景山区) | 40,6 46,5 470,8 426,0 304,8 89,8            | 919.000 1.243.000 2.290.000 2.240.000 1.369.000 489.000 |
| • Quận ngoại thành | Phòng Sơn (房山区) Thông Châu (通州区) Thuận Nghĩa (顺义区) Xương Bình (昌平区) Đại Hưng (大兴区) Môn Đầu Câu (门头沟区)   | 1.866,7 870,0 980,0 1.430,0 1.012,0 1.331,3 | 814.000 674.000 637.000 615.000 672.000 267.000         |
| • Quận nông thôn   | Hoài Nhu (怀柔区) Bình Cốc (平谷区) Mật Vân (密云区) Diên Khánh (延庆区)                                                   | 2.557,3 1.075,0 2.335,6 1.980,0             | 296.000 397.000 420.000 275.000                         |

Cụ thể: 

Đông Thành (东城区): 41,84km2, 17 nhai đạo và 2 đơn vị cấp hương, cả thảy gồm 164 xã khu 
- nhai đạo: An Định Môn (安定门街道), Giao Đạo Khẩu (交道口街道), Bắc Tân Kiều (北新桥街道), Triều Dương Môn (朝阳门街道), Đông Hoa Môn (东华门街道), Đông Tứ (东四街道), Đông Trực Môn (东直门街道), Hoà Bình Lý (和平里街道), Kiến Quốc Môn (建国门街道), Cảnh Sơn (景山街道), Tiền Môn (前门街道), Sùng Văn Môn (崇文门外街道), Đông Hoa Thị (东花市街道), Thiên Đàn (天坛街道), Thể Dục Quán Lộ (体育馆路街道), Long Đàm (龙潭街道), Vĩnh Định Môn Ngoại (永定门外街道).
- các vị cấp hương khác: Khu quản lý ga Bắc Kinh (北京站地区管理处), Văn phòng quản lý xây dựng Vương Phủ Tỉnh (王府井建设管理办公室).

Tây Thành (西城区): 50,7km2, 15 nhai đạo 
- nhai đạo: Tây Trường An (西长安街街道), Tân Nhai Khẩu (新街口街道), Đức Thắng (德胜街道), Nguyệt Đàn (月坛街道), Kim Dung (金融街街道), Triển Lãm Lộ (展览路街道), Thập Sát Hải (什刹海街道), Đại Sách Lan (大栅栏街道), Thiên Kiều (天桥街道), Xuân Thụ (椿树街道), Đào Nhiên Đình (陶然亭街道), Quảng An Môn Nội (广安门内街道), Ngưu Nhai (牛街街道), Bạch Chỉ Phường (白纸坊街道), Quảng An Môn Ngoại (广安门外街道).

Triều Dương (朝阳区): 470,8km2, 43 đvhc cấp hương: 24 nhai đạo biện sự xứ, 19 địa khu biện sự xứ. 
- nhai đạo：Triều Ngoại (朝外街道), Kiến Ngoại (建外街道), Hô Gia Lâu (呼家楼街道), Bát Lý Trang (八里庄街道), Tam Lý Đồn (三里屯街道), Đoàn Kết Hồ (团结湖街道), Song Tỉnh (双井街道), Kính Tùng (劲松街道), Phiệt Đầu (垡头街道), Tả Gia Trang (左家庄街道), Tiểu Quan (小关街道), Hoà Bình Nhai (和平街街道), Tửu Tiên Kiều (酒仙桥街道), Thủ Đô Cơ Trường (首都机场街道), Phan Gia Viên (潘家园街道), Lục Lý Đồn (六里屯街道), Mạch Tử Điếm (麦子店街道), Hương Hà Viên (香河园街道), Á Vận Thôn (亚运村街道), Vọng Kinh (望京街道), An Trinh (安贞街道), Đông Hồ (东湖街道), Đại Đồn (大屯街道), Áo Vận Thôn (奥运村街道).
- địa khu biện sự xứ：Nam Ma Phòng (南磨房地区), Cao Bi Điếm (高碑店地区), Tướng Đài (将台地区), Thái Dương Cung (太阳宫地区), Tiểu Hồng Môn (小红门地区), Thập Bát Lý Điếm (十八里店地区), Tam Gian Phòng (三间房地区), Đông Phong (东风地区), Thường Doanh (常营地区), Quản Trang (管庄地区), Tôn Hà (孙河地区), Vương Tứ Doanh (王四营地区), Đông Bá (东坝地区), Hắc Trang Hộ (黑庄户地区), Thôi Các Trang (崔各庄地区), Đậu Các Trang (豆各庄地区), Kim Trản (金盏地区), Bình Phòng (平房地区), Lai Quảng Doanh (来广营地区).

Phong Đài (丰台区): 305,8km2, 21 đvhc cấp hương: 14 nhai đạo, 5 địa khu biện sự xứ, 2 trấn. 
- nhai đạo：Thạch An Môn (右安门街道), Thái Bình Kiều (太平桥街道), Tây La Viên (西罗园街道), Đại Hồng Môn (大红门街道), Nam Uyển (南苑街道), Đông Cao Địa (东高地街道), Đông Thiết Tượng Doanh (东铁匠营街道), Lư Câu Kiều (卢沟桥街道), Phong Đài (丰台街道), Tân Thôn (新村街道), Trường Tân Điếm (长辛店街道), Vân Cương (云岗街道), Mã Gia Bảo (马家堡街道), Hoà Nghĩa (和义街道).
- địa khu biện sự xứ：Phương Trang (方庄地区), Uyển Bình Thành (宛平城地区), Lư Câu Kiều (卢沟桥地区), Hoa Hương (花乡地区), Nam Uyển (南苑地区).
- trấn：Trường Tân Điếm (长辛店镇), Vương Tá (王佐镇).

Thạch Cảnh Sơn (石景山区): 84,38km2, 9 nhai đạo. 
- nhai đạo：Lỗ Cốc (鲁谷社区), Kim Đính Nhai (金顶街街道), Cổ Thành (古城街道), Bát Bảo Sơn (八宝山街道), Lão Sơn (老山街道), Ngũ Lý Đà (五里坨街道), Quảng Ninh (广宁街道), Bình Quả Viên (苹果园街道), Bát Giác (八角街道).

Hải Điến (海淀区): 426km2, 29 đvhc cấp hương: 22 nhai đạo và 7 trấn. 
- nhai đạo：Hải Điến (海淀街道), Trung Quan Thôn (中关村街道), Hoa Viên Lộ (花园路街道), Học Viện Lộ (学院路街道), Thanh Hoa Viên (清华园街道), Yến Viên (燕园街道), Tây Tam Kỳ (西三旗街道), Thanh Hà (清河街道), Thượng Địa (上地街道), Mã Liên Oa (马连洼街道), Thanh Long Kiều (青龙桥街道), Hương Sơn (香山街道), Điền Thôn Lộ (田村路街道), Vĩnh Định Lộ (永定路街道), Vạn Thọ Lộ (万寿路街道), Dương Phường Điếm (羊坊店街道), Cam Gia Khẩu (甘家口街道), Bát Lý Trang (八里庄街道), Tử Trúc Viện (紫竹院街道), Bắc Hạ Quan (北下关街道), Bắc Thái Bình Trang (北太平庄街道), Thự Quang (曙光街道).
- trấn (cũng là địa khu biện sự xứ)：Hải Điến (海淀镇/Vạn Liễu 万柳地区), Đông Thăng (东升镇/东升地区), Tứ Quý Thanh (四季青镇/四季青地区), Tây Bắc Vượng (西北旺镇/西北旺地区), Ôn Tuyền (温泉镇/温泉地区), Tô Gia Đà (苏家坨镇/苏家坨地区), Thượng Trang (上庄镇/上庄地区).

Môn Đầu Câu (门头沟区): 1450,7km2, 13 đvhc cấp hương: 4 nhai đạo, 3 địa khu biện sự xứ, 6 trấn. 
- nhai đạo：Đại Dục (大峪街道), Thành Tử (城子街道), Đông Tân Phòng (东辛房街道), Đại Đài (大台街道).
- địa khu biện sự xứ：Vương Bình (王平地区), Vĩnh Định (永定地区), Long Tuyền (龙泉地区).
- trấn：Đàm Chá Tự (潭柘寺镇), Quân Trang (军庄镇), Nhạn Sí (雁翅镇), Trai Đường (斋堂镇), Thanh Thủy (清水镇), Diệu Phong Sơn (妙峰山镇).

Phòng Sơn (房山区): 1994km2, 29 đvhc cấp hương: 1 phó khu cấp địa khu, 8 nhai đạo, 3 địa khu biện sự xứ, 11 trấn và 6 hương. 
- phó khu cấp địa khu：Yến Sơn (燕山地区办事处) (Khu sản xuất và sinh hoạt của công ty hoá dầu Yến Sơn Trung Quốc 中国石化燕山石化公司生产生活区).
- nhai đạo：Thành Quan (城关街道), Tân Trấn (新镇街道), Hướng Dương (向阳街道), Đông Phong (东风街道), Nghênh Phong (迎风街道), Tinh Thành (星城街道), Củng Thần (拱辰街道), Tây Lộ (西潞街道).
- địa khu biện sự xứ：Lương Hương (良乡地区), Chu Khẩu Điếm (周口店地区), Lưu Ly Hà (琉璃河地区).
- trấn：Diêm Thôn (阎村镇), Dậu Điếm (窦店镇), Thạch Lâu (石楼镇), Trường Dương (长阳镇), Hà Bắc (河北镇), Trường Câu (长沟镇), Đại Thạch Oa (大石窝镇), Trương Phường (张坊镇), Thập Độ (十渡镇), Thanh Long Hồ (青龙湖镇), Hàn Thôn Hà (韩村河镇).
- hương：Hà Vân Lĩnh (霞云岭乡), Nam Giáo (南窖乡), Phật Tử Trang (佛子庄乡), Đại An Sơn (大安山乡), Sử Gia Doanh (史家营乡), Bồ Oa (蒲洼乡).

Thông Châu (通州区): 906,28km2, 17 đvhc cấp hương: 6 nhai đạo, 2 địa khu biện sự xứ, 8 trấn, 1 hương dân tộc. 
- nhai đạo：Trung Thương (中仓街道), Tân Hoa (新华街道), Bắc Uyển (北苑街道), Ngọc Kiều (玉桥街道), Lộ Nguyên (潞源街道), Thông Vận (通运街道).
- địa khu biện sự xứ：Vĩnh Thuận (永顺地区), Lê Viên (梨园地区).
- trấn：Tống Trang (宋庄镇), Trương Gia Loan (张家湾镇), Khuếch Huyện (漷县镇), Tây Tập (西集镇), Thai Hồ (台湖镇), Mã abc Kiều (马驹桥镇), Vĩnh Lạc Điếm (永乐店镇), Lộ Thành (潞城镇).
- hương dân tộc：Vu Gia Vụ Hồi tộc (于家务回族乡).

Thuận Nghĩa (顺义区): 1019,89km2, 25 đvhc cấp hương: 6 nhai đạo, 7 địa khu biện sự xứ, 12 trấn (428 thôn, 27 xã khu).
- nhai đạo：Thắng Lợi (胜利街道), Quang Minh (光明街道), Thạch Viên (石园街道), Song Phong (双丰街道), Vượng Tuyền (旺泉街道), Không Cảng (空港街道).
- địa khu biện sự xứ：Nhân Hoà (仁和地区), Mã Pha (马坡地区), Nam Pháp Tín (南法信地区), Thiên Trúc (天竺地区), Hậu Sa Dục (后沙峪地区), Ngưu Lan Sơn (牛栏山地区), Dương Trấn (杨镇地区).
- trấn：Trương (张镇), Đại Tôn Các Trang (大孙各庄镇), Bắc Vụ (北务镇), Lý Toại (李遂镇), Mộc Lâm (木林镇), Nam Thái (南彩镇), Bắc Tiểu Doanh (北小营镇), Lý Kiều (李桥镇), Cao Lệ Doanh (高丽营镇), Triệu Toàn Doanh (赵全营镇), Bắc Thạch Tào (北石槽镇), Long Loan Đồn (龙湾屯镇).

Xương Bình (昌平区): 1352km2, 23 đvhc cấp hương: 8 nhai đạo, 5 địa khu biện sự xứ, 10 trấn và 1 đơn vị cấp trấn. 
- nhai đạo：Thành Bắc (城北街道), Thành Nam (城南街道), Thiên Thông Uyển Bắc (天通苑北街道), Thiên Thông Uyển Nam (天通苑南街道), Hoắc Doanh (霍营街道), Sử Các Trang (史各庄街道), Long Trạch Viên (龙泽园街道), Hồi Long Quán (回龙观街道).
- địa khu biện sự xứ：Nam Khẩu (南口地区), Mã Trì Khẩu (马池口地区), Sa Hà (沙河地区), Đông Tiểu Khẩu (东小口地区), Hồi Long Quán (回龙观地区).
- trấn：Dương Phường (阳坊镇), Tiểu Thang Sơn (小汤山镇), Nam Thiệu (南邵镇), Thôi Thôn (崔村镇), Bách Thiện (百善镇), Bắc Thất Gia (北七家镇), Hưng Thọ (兴寿镇), Lưu Thôn (流村镇), Thập Tam Lăng (十三陵镇), Diên Thọ (延寿镇).
- đơn vị cấp trấn khác：Tập đoàn xí nghiệp công ty phương Bắc, Bắc Kinh (北京北方企业集团公司).

Đại Hưng (大兴区): 1031km2, 22 đvhc cấp hương: 8 nhai đạo, 5 địa khu biện sự xứ, 9 trấn và 2 đơn vị cấp hương khác. 
- nhai đạo：Hưng Phong (兴丰街道), Lâm Hiệu Lộ (林校路街道), Thanh Nguyên (清源街道), Quán Âm Tự (观音寺街道), Thiên Cung Viện (天宫院街道), Cao Mễ Điếm (高米店街道), Vinh Hoa (荣华街道), Bác Hưng (博兴街道).
- địa khu biện sự xứ：Diệc Trang (亦庄地区), Hoàng Thôn (黄村地区), Cựu Cung (旧宫地区), Tây Hồng Môn (西红门地区), Doanh Hải (瀛海地区).
- trấn：Thanh Vân Điếm (青云店镇), Thải Dục (采育镇), Yên Định (安定镇), Lễ Hiền (礼贤镇), Du Phiệt (榆垡镇), Bàng Các Trang (庞各庄镇), Bắc Tạng Thôn (北臧村镇), Nguỵ Thiện Trang (魏善庄镇), Trường Tử Doanh (长子营镇).
- các đơn vị cấp hương khác：Khu chăn nuôi gia súc Hồng Tinh (Hồng Tinh nông trường súc mục phân trường 红星农场畜牧分场), Khu khai thác và phát triển Diệc Trang (亦庄开发区).

Hoài Nhu (怀柔区): 2128,7km2, 16 đvhc cấp hương: 2 nhai đạo, 3 địa khu biện sự xứ, 9 trấn, 2 hương dân tộc và 2 đơn vị cấp hương khác. 
- nhai đạo：Tuyền Hà (泉河街道), Long Sơn (龙山街道).
- địa khu biện sự xứ：Hoài Nhu (怀柔地区), Nhạn Tê (雁栖地区), Miếu Thành (庙城地区).
- trấn：Bắc Phòng (北房镇), Dương Tống (杨宋镇), Kiều Tử (桥梓镇), Hoài Bắc (怀北镇), Thang Hà Khẩu (汤河口镇), Bột Hải (渤海镇), Cửu Độ (九渡河镇), Lưu Ly Miếu (琉璃庙镇), Bảo Sơn (宝山镇).
- hương dân tộc：Trường Tiêu Doanh Mãn tộc (长哨营满族乡), Lạt Bá Câu Môn Mãn tộc (喇叭沟门满族乡).
- các đơn vị cấp hương khác：Khu du lịch lữ hành Mộ Điền Dục (慕田峪旅游区), Khu khai thác phát triển Nhạn Tê (雁栖开发区).

Bình Cốc (平谷区): 1075km2, 18 đvhc cấp hương: 2 nhai đạo biện sự xứ, 4 địa khu biện sự xứ, 10 trấn, 2 hương. 
- nhai đạo：Hưng Cốc (兴谷街道), Tân Hà (滨河街道).
- địa khu biện sự xứ：Ngư Dương (渔阳地区 - Bình Cốc trấn 平谷镇), Dục Khẩu (峪口地区), Mã Phường (马坊地区), Kim Hải Hồ (金海湖地区).
- trấn：Đông Cao Thôn (东高村镇), Sơn Đông Trang (山东庄镇), Nam Độc Nhạc Hà (南独乐河镇), Đại Hoa Sơn (大华山镇), Hạ Các Trang (夏各庄镇), Mã Xương Doanh (马昌营镇), Vương Tân Trang (王辛庄镇), Đại Hưng Trang (大兴庄镇), Lưu Gia Điếm (刘家店镇), Trấn La Doanh (镇罗营镇).
- hương：Hùng Nhi Trại (熊儿寨乡), Hoàng Tùng Dục (黄松峪乡).

Mật Vân (密云区): 2229,45km2, 20 đvhc cấp hương: 2 nhai đạo, 17 trấn, 1 hương dân tộc cũng là địa khu biện sự xứ. 
- nhai đạo：Cổ Lâu (鼓楼街道), Quả Viên (果园街道).
- trấn：Mật Vân (密云镇), Thập Lý Bảo (十里堡镇), Hà Nam Trại (河南寨镇), Khê Ông Trang (溪翁庄镇), Mặc Gia Dục (穆家峪镇), Cự Các Trang (巨各庄镇), Tây Điền Các Trang (西田各庄镇), Đại Thành Tử (大城子镇), Thạch Thành (石城镇), Thái Sư Đồn (太师屯镇), Bắc Trang (北庄镇), Cao Lĩnh (高岭镇), Bất Lão Đồn (不老屯镇), Cổ Bắc Khẩu (古北口镇), Phùng Gia Dục (冯家峪镇), Đông Thiệu Cừ (东邵渠镇), Tân Thành Tử (新城子镇).
- hương dân tộc (cũng là địa khu biện sự xứ)：Đàn Doanh Mãn tộc Mông Cổ tộc (檀营满族蒙古族乡（檀营地区办事处）).

Diên Khánh (延庆区): 1993km2, 18 đvhc cấp hương: 3 nhai đạo, 11 trấn, 4 hương. 
- nhai đạo：Bách Tuyền (百泉街道办事处), Hương Thủy Viên (香水园街道办事处), Nho Lâm (儒林街道办事处).
- trấn：Diên Khánh (延庆镇), Bát Đạt Lĩnh (八达岭镇), Khang Trang (康庄镇), Đại Du Thụ (大榆树镇), Trương Sơn Doanh (张山营镇), Tỉnh Trang (井庄镇), Trầm Gia Doanh (沈家营镇), Vĩnh Ninh (永宁镇), Cựu Huyện (旧县镇), Tứ Hải (四海镇), Thiên Gia Điếm (千家店镇).
- hương：Đại Trang Khoa (大庄科乡), Hương Doanh (香营乡), Lưu Bân Bảo (刘斌堡乡), Trân Châu Tuyền (珍珠泉乡).